# Petrovce (powiat Sobrance)
Petrovce – wieś (obec) na Słowacji położona w kraju koszyckim, w powiecie Sobrance. Pierwsze wzmianki o miejscowości pochodzą z roku 1571.
Według danych z dnia 31 grudnia 2012, wieś zamieszkiwało 213 osób, w tym 116 kobiet i 97 mężczyzn.
W 2001 roku rozkład populacji względem narodowości i przynależności etnicznej wyglądał następująco:
- Słowacy – 96,96%
- Czesi – 0,76%
- Ukraińcy – 1,14%
- Węgrzy – 0,38%

Ze względu na wyznawaną religię struktura mieszkańców kształtowała się w 2001 roku następująco:
- Katolicy rzymscy – 65,4%
- Grekokatolicy – 32,7%
- Ateiści – 0,76%
- Nie podano – 1,14%